# 維龍加
《维龙加》（英語：Virunga）是一部2014年纪录片，由奥兰多·冯·爱玆德（Orlando von Einsiedel）导演。影片于2014年4月17日在翠贝卡电影节首映。影片聚焦维龙加国家公园护林员的保护工作，揭露英国公司索科国际2014年4月在这处联合国教科文组织世界遗产中盗采石油的行为。

## 内容概要
纪录片讲述四个人为保护刚果民主共和国维龙加国家公园——山地大猩猩的最后家园而战，对抗战争、偷猎和石油勘探等威胁的故事。跟随大猩猩的饲养员Andre Bauma，首席护林员Rodrigue Mugaruka Katembo、首席辅导员Emmanuel de Merode和法国调查记者Mélanie Gouby的脚步，影片着重于维龙加的自然美景和生物多样性，以及围绕着石油勘探和地区武装冲突的复杂政治经济问题。

## 制作
影片于2012年开始设置，冯·爱玆德前往维龙加国家公园记录下公园管理层鼓励开发该地区旅游资源的积极发展意图。然而，来到维龙加的三个星期内，M23叛乱于2012年4月爆发，影片重点转向报道突然爆发的冲突。
冯·爱玆德与公园管理人员和法国记者Melanie Gouby调查英国石油公司索科国际在该地区的活动。卧底拍摄似乎表明索科公司代表行贿公园护林员。但索科国际坚决否认纪录片的指控。

## 发行
2014年4月17日，影片于纽约市翠贝卡电影节全球首映。就在两天前，维龙加国家公园的首席督导员Emmanuel de Merode在戈马城前往该公园设在鲁曼加博的总部的路上，被身份不明的枪手枪击。Merode在袭击中幸存，在他的鼓励下，《维龙加》的首映照常进行。
影片于在世界各地的多个电影节放映，包括加拿大的Hot Docs和DOXA电影节、比利时鲁汶的Docville、美国阿肯色州的小石城电影节、科罗拉多州的Mountainfilm、华盛顿特区的AFI Docs、密歇根州的特拉弗斯城电影节。2014年6月24日，影片于爱丁堡国际电影节全英首映。
2014年7月28日，Netflix公司宣布取得电影专有权，影片于11月7日上线。

## 评价
影片获得评论家的接近普遍好评。影评聚合网站烂番茄给本片打出“100%”的新鲜度，基于7条评论，平均得分8.6/10。Metacritic基于4条评论，给予影片95的加权平均分，即“普遍好评”，影片因此成为该网站评分最高的影片之一。
《纽约时报》的珍妮特·卡特索利斯称影片“非凡”，而《洛杉矶时报》影评人谢利·林登称影片是一份“紧迫的调查报告和令人难忘的戏剧......一部带有揪心的怜悯和惊心动魄的悬念的作品。”《综艺》杂志的罗尼·沙伊布称影片是一部“非同寻常的纪录片”，“融合了足够的行动、凄美、悬疑、腐败的恶棍、伟岸的英雄和濒危的大猩猩等十种科幻电影元素”。PBS's POV博客的汤姆·罗斯顿称“《维龙加》是我今年看过的最好的纪录片。”

## 奖项
| 頒獎典禮             | 獎項         | 結果 |
| -------------------- | ------------ | ---- |
| 翠贝卡电影节         | 最佳纪录片奖 | 提名 |
| 第87届奥斯卡金像奖   | 最佳纪录片奖 | 提名 |
| 第68届英国电影学院奖 | 最佳纪录片奖 | 提名 |

## 冲击
纪录片对索科国际提起的指控，得到当地的致力于国家公园的非政府组织和民间社会组织的支持，他们把压力加大，迫使公司结束石油勘探工作。
2014年6月11日，索科国际和世界自然基金会公布了一份联合声明，石油公司承诺“在未获得教科文组织和刚果政府的同意下，不进行或委托任何在维龙加国家公园进行勘探和钻探的工作，这些活动不符合世界遗产的地位。”该举动被广泛认为是世界自然基金会在这场赶走索科的战役中的胜利，制片人也获得了信誉。然而，该协议的公信力得到制片人、全球见证和人权观察等其他非政府组织和当地民间社会组织的强烈关注。
世界自然基金会的高管承认，维龙加的战斗很难结束。索科尚未放弃经营许可或承诺无条件撤离，按照该组织的全球运动总监扎克·亚伯拉罕的说法，“他们还在打开大门。”